# Lukas Graham
Lukas Graham — данський поп-соул-гурт, який складається із вокаліста Лукаса Грема Фокаммера, барабанщика Марка Фалгрена та басиста Магнуса Ларссона. Дебютний однойменний альбом групи, виданий в 2012 році, досягнув першої позиції у хіт-параді Данії. Другий альбом, який вийшов в 2015 році, сприяв просуванню гурту за межі країни: сингл «7 Years» досягнув другого місця в Billboard 100. 1 квітня 2016 року дебютний альбом був виданий в США компанією Warner Bros. Records.

## Історія

### 2011—2012: Створення гурту
Гурт був створений у Данії у 2011 році. Пісні «Drunk in the Morning» та «Criminal Mind» були опубліковані у Facebook і нараховували кілька сотень тисяч переглядів. Наприкінці 2011 року гурт підписав контракт із Copenhagen Records. Протягом 2012 року Lukas Graham зіграв 107 концертів у таких країнах Європи, як Англія, Нідерланди, Норвегія, Швеція, Німеччина, Австрія, Франція та Іспанія. Вони продали 80 000 альбомів і 150 000 синглів.

### 2013—2014: Контракт із«Warner Bros.»
У 2013 гурт продовжував гастролювати по Європі. У жовтні 2013 року Lukas Graham виграв European Border Breakers Award (EBBA) за свої міжнародні тури в Європі. Восени 2013 року Lukas Graham підписав контракт із «Warner Bros.». Починаючи з початку 2014 року, гурт провів тривалий період часу в Лос-Анджелесі, пишучи та записуючи те, що потім стане їхнім дебютом у США. Пізніше в 2014 році Lukas Graham випустив свій перший сингл, «Mama Said», з їхнього майбутнього альбому.

### 2015-теперішній час: дебют у світі, «7 years» та світовий успіх
Гурт випустив свій наступний альбом у 2015 році. Альбом включав такі сингли, як «Mama Said», «Strip No More» та «7 Years», останній з яких зайняв перше місце на хіт-парадах Данії, Італії, Австрії, Бельгії та Швеції.
У червні 2016 року клавішник Каспер Даугард покинув групу. Його тимчасово замінив продюсер групи та колишній клавішник Мортен Рісторп.
У грудні 2016 року Lukas Graham був номіноманий на три премії Греммі.
У 2017 році гурт випустив пісню Off To See The World у фільмі «Мій маленький поні».

## Музичний стиль
Музика Lukas Graham визначається як поп-соул. В огляді другого альбому гурту, журналіст Джон Парелес з Нью-Йорк Таймс описав їх звучання як змішання «поп-музики з R & B». Оглядач Патрік Райан писав, що гурт поєднує елементи хіп-хопу і фолку. Лірика пісень часто спирається на особистий досвід учасників («Mama Said» і «Drunk in the Morning»).
Найпопулярніша пісня групи, «7 Years», присвячена процесу дорослішання.
Лукас виріс в Християнії. Цей район Копенганена відомий своєю «утопічною», творчою атмосферою, а також бідністю і злочинністю. Згодом, багато спогадів Фокамера стали основою для пісень групи.

## Учасники гурту

#### Поточні учасники
• Лукас Фокаммер — провідний вокал (2011-теперішній час)
• Магнус Ларссон — бас, бек-вокал (2011-теперішній час)
• Марк Фальгрен — барабани, перкусія, бек-вокал (2011-теперішній час)

#### Колишні учасники
• Андерс Кірк — фортепіано (2011)
• Мортен Рісторп — фортепіано (2011-12, 2016)
• Каспер Даугаард — фортепіано, клавішні, бек-вокал (2012-16)

## Дискографія
• Lukas Graham (2012)
• Lukas Graham (2015)

## Нагороди і номінації
| Рік  | Нагороди                 | Категорії                            | Номінації    | Результат |
| ---- | ------------------------ | ------------------------------------ | ------------ | --------- |
| 2012 | Danish Music Awards      | New Danish Name of the Year          | Lukas Graham | Перемога  |
| 2012 | Danish Music Awards      | Audience Prize of the Year           | Lukas Graham | Номінація |
| 2012 | Danish Music Awards      | Band of the Year                     | Lukas Graham | Номінація |
| 2012 | Danish Music Awards      | Male Artist of the Year              | Lukas Graham | Номінація |
| 2012 | Danish Music Awards      | Newcomer of the Year                 | Lukas Graham | Номінація |
| 2012 | Danish Music Awards      | Pop Album of the Year                | Lukas Graham | Номінація |
| 2012 | Danish Music Awards      | Songwriter of the year               | Lukas Graham | Номінація |
| 2015 | MTV Europe Music Awards  | Best Danish Act                      | Themselves   | Перемога  |
| 2015 | MTV Europe Music Awards  | Best European Act                    | Themselves   | Номінація |
| 2016 | MTV Video Music Awards   | Best New Artist                      | Themselves   | Номінація |
| 2016 | MTV Europe Music Awards  | Best New Act                         | Themselves   | Номінація |
| 2016 | MTV Europe Music Awards  | Best Push Act                        | Themselves   | Номінація |
| 2016 | MTV Europe Music Awards  | Best Danish Act                      | Themselves   | Номінація |
| 2016 | MTV Europe Music Awards  | Best Song                            | «7 Years»    | Номінація |
| 2016 | BBC Music Awards         | Song of the Year                     | «7 Years»    | Номінація |
| 2016 | LOS40 Music Awards       | International New Artist of the Year | Themselves   | Номінація |
| 2016 | Teen Choice Awards       | Choice Summer Song                   | 7 Years      | Номінація |
| 2017 | Grammy Awards            | Record of the Year                   | 7 Years      | Номінація |
| 2017 | Grammy Awards            | Song of the Year                     | 7 Years      | Номінація |
| 2017 | Grammy Awards            | Best Pop Duo/Group Performance       | 7 Years      | Номінація |
| 2017 | iHeartRadio Music Awards | Best Lyrics                          | 7 Years      | Номінація |
| 2017 | iHeartRadio Music Awards | Best New Pop Artist                  | Themselves   | Номінація |